# Clé Allen
Pour les articles homonymes, voir Allen, BTR et HC.

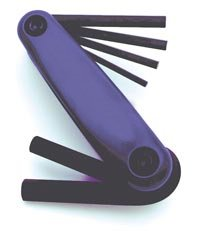
Jeu de clés Allen.

Une clé Allen, ou clé pour vis à six pans creux (aussi appelée clef Inbus en Suisse romande), est un outil utilisé pour la manœuvre des vis, des têtes de boulons ou de toute autre pièce possédant une empreinte hexagonale creuse : six pans creux. Elle est aussi parfois appelée clé mâle six pans, BTR ou CHC (pour vis  Cylindre hexagonale creuse de l'ancienne entreprise BTR) ou HC (pour HexaCave).   
Les désignations Allen et BTR font référence à des marques historiques et non des désignations officielles.   

## Présentation

Empreinte hexagonale.

« Allen » est à l'origine une marque déposée, en 1943, par la Allen Manufacturing Company d'Hartford, dans le Connecticut.
« La véritable vis BTR » est également une marque déposée par la société B.T.R. (plus en vigueur),.

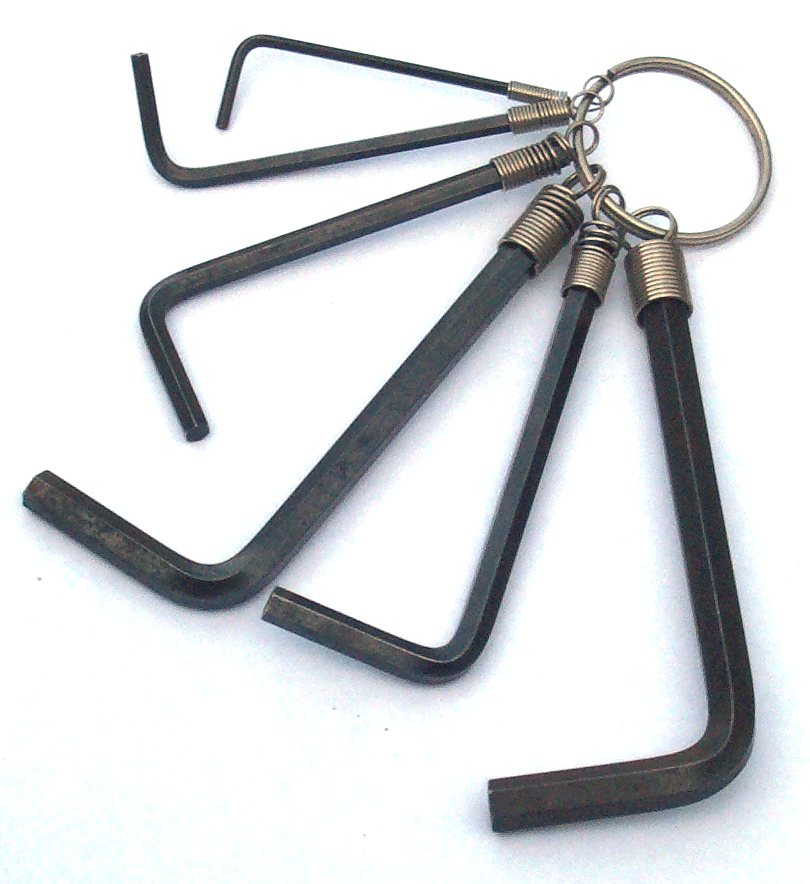
Jeu de clés Allen sur un anneau.

Les clés Allen simples ont généralement la forme d'un « L »  et leurs deux extrémités sont utilisables. Elles sont le plus souvent rassemblées pour former un jeu. On trouve également des clés de ce type emmanchées à la façon des tournevis ou sous forme d'embouts amovibles.
Les avantages de ce format sont :

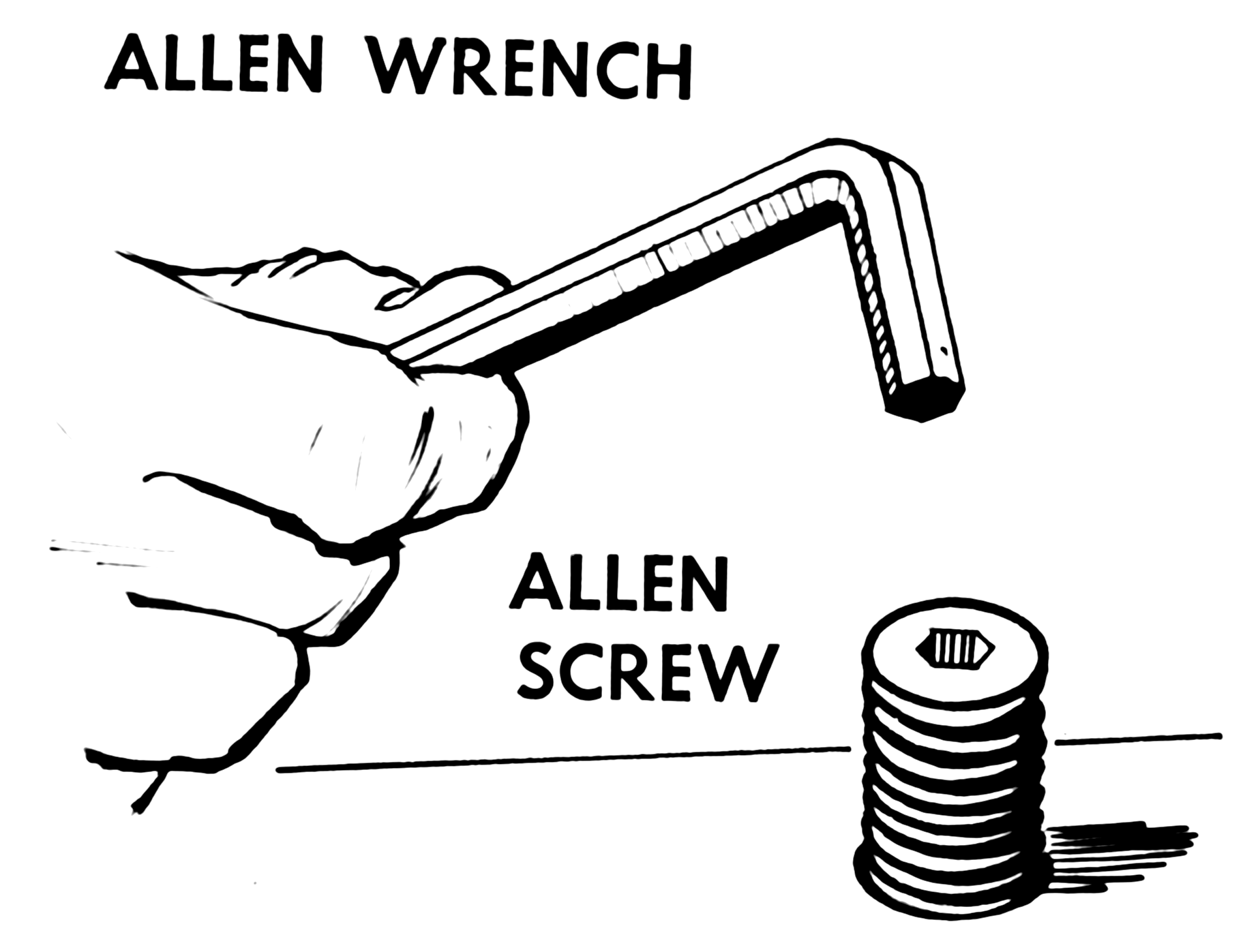
Tête hexagonale d'une clé Allen et vis sans tête.

- six surfaces de contact entre la tête de la vis et la clé ;
- les surfaces de contact de la tête de la vis sont protégées contre les agressions extérieures ;
- la vis peut être placée dans son trou en utilisant la clé ;
- le couple appliqué est limité par la longueur et la section de la clé ;
- les têtes de boulon très petites sont adaptées ;
- la clé peut être employée avec des vis sans tête ;
- l'encombrement est le même que celui d'une tête cylindrique.
- le risque de blessures est réduit : l'accouplement hexagonal empêche la clé de déraper et est de ce fait moins dangereux, par exemple, qu'un accouplement « vis à tête fendue/tournevis plat ».

La forme creuse de l'empreinte peut toutefois être un inconvénient : il devient difficile d'introduire la clé lorsque la cavité est obstruée par de la rouille, de la peinture ou des souillures. Il est aussi facile de déformer l'empreinte surtout quand la vis est trop serrée.
De nombreux fabricants ont adopté les vis Allen pour les meubles en kit.
La fabrication est plus simple et moins chère qu'un tournevis.
La forme en « L » permet d'avoir un couple faible pour le vissage en utilisant la partie longue, et un couple élevé pour le serrage en utilisant la partie courte.

## Dimensions standard

### Gamme métrique
| Millimètre(s) (gamme 1) | Millimètre(s) (gamme 2) | Pouce (décimal) |
| ----------------------- | ----------------------- | --------------- |
| 0,7 mm                  |                         | 0,028"          |
| 0,9 mm                  |                         | 0,035"          |
|                         | 1 mm                    | 0,039"          |
|                         | 1,25 mm                 | 0,049"          |
| 1,3 mm                  |                         | 0,051"          |
| 1,5 mm                  |                         | 0,059"          |
| 2 mm                    |                         | 0,079"          |
| 2,5 mm                  |                         | 0,098"          |
| 3 mm                    |                         | 0,118"          |
|                         | 3,5 mm                  | 0,138"          |
| 4 mm                    |                         | 0,157"          |
|                         | 4,5 mm                  | 0,177"          |
| 5 mm                    |                         | 0,197"          |
|                         | 5,5 mm                  | 0,217"          |
| 6 mm                    |                         | 0,236"          |
|                         | 7 mm                    | 0,276"          |
| 8 mm                    |                         | 0,315"          |
|                         | 9 mm                    | 0,354"          |
| 10 mm                   |                         | 0,394"          |

La gamme 1 est la plus courante ; la gamme 2 se trouve plus rarement[réf. nécessaire],

### Gamme anglo-saxonne
| Pouce (inch) | Millimètre(s) | Pouce (décimal) |
| ------------ | ------------- | --------------- |
| 0,028"       | 0,71 mm       | 0,028"          |
| 0,035"       | 0,89 mm       | 0,035"          |
| 0,050"       | 1,27 mm       | 0,050"          |
| 1/16"        | 1,59 mm       | 0,0625"         |
| 5/64"        | 1,98 mm       | 0,078125"       |
| 3/32"        | 2,38 mm       | 0,09375"        |
| 7/64"        | 2,78 mm       | 0,109375"       |
| 1/8"         | 3,18 mm       | 0,125"          |
| 9/64"        | 3,57 mm       | 0,140625"       |
| 5/32"        | 3,97 mm       | 0,15625"        |
| 3/16"        | 4,76 mm       | 0,1875"         |
| 7/32"        | 5,56 mm       | 0,21875"        |
| 1/4"         | 6,35 mm       | 0,25"           |
| 5/16"        | 7,94 mm       | 0,3125"         |
| 3/8"         | 9,53 mm       | 0,375"          |